# Llista de banderes municipals de Bulgària
Aquesta és una llista de les banderes municipals de Bulgària. Les banderes es mostren agrupades per províncies (en búlgar области), les quals agrupen els 265 municipis (общини) que comprèn l'estat.

## Blagòevgrad

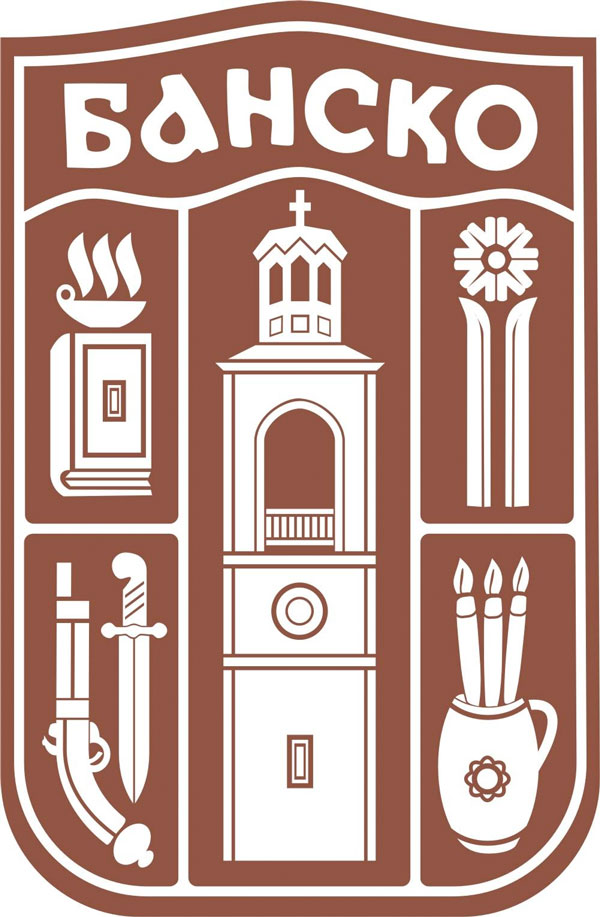
Bansko
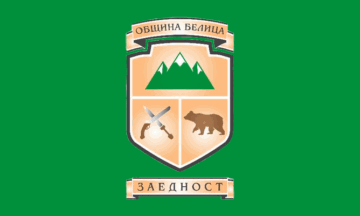
Belitsa
Blagòevgrad
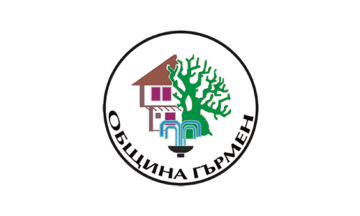
Garmen
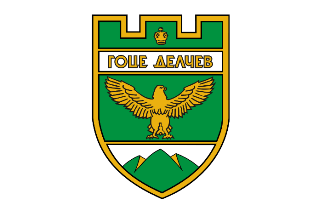
Gotse Dèltxev
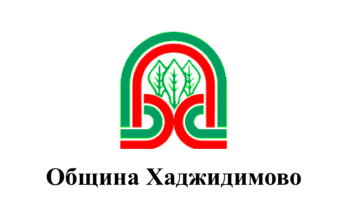
Hadjidímovo
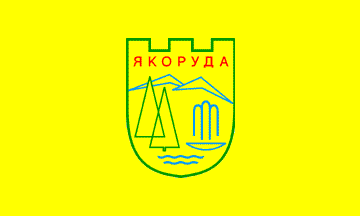
Iakoroeda
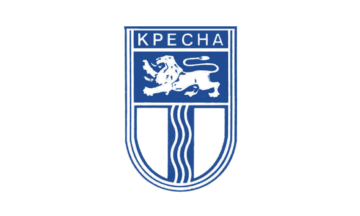
Kresna
Melnik
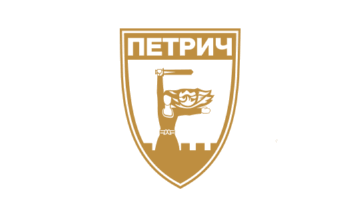
Petritx
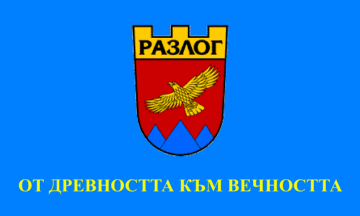
Razlog
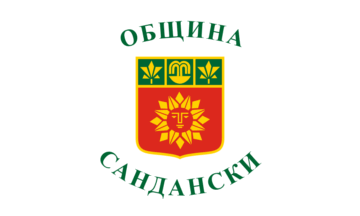
Sandanski
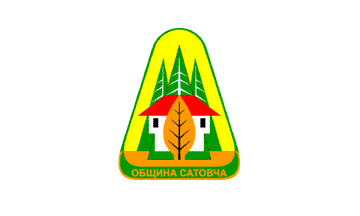
Satovtxa
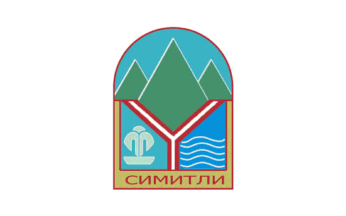
Simitli
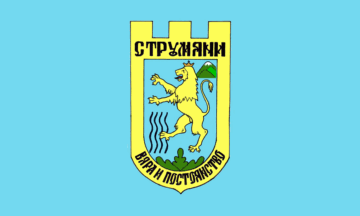
Strumiani

## Burgàs

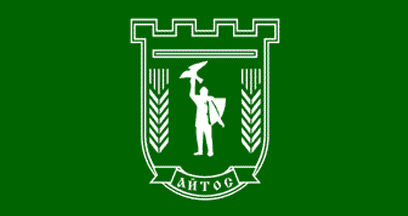
Aitos
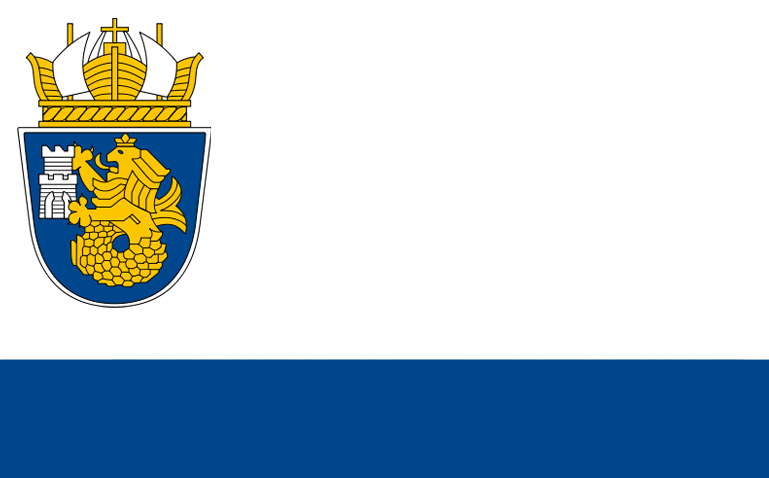
Burgàs
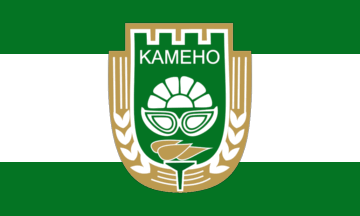
Kameno
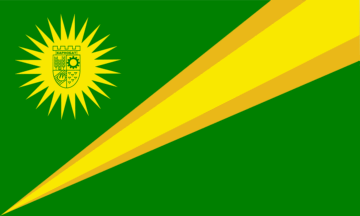
Karnobat
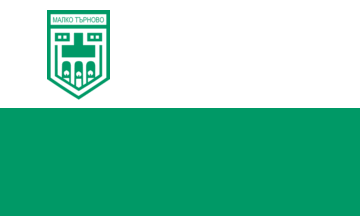
Malko Tarnovo
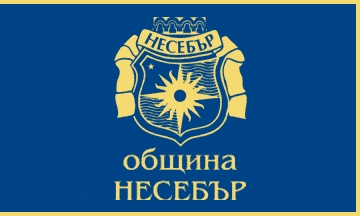
Nessèbar
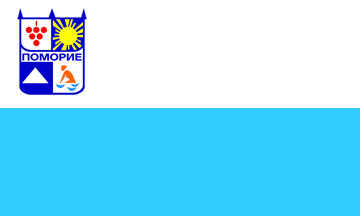
Pomòrie
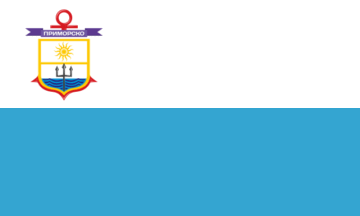
Primorsko
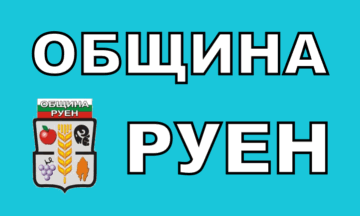
Ruen
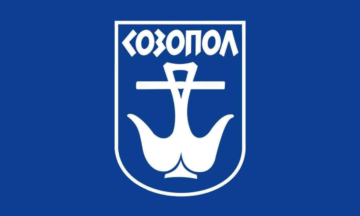
Sozòpol
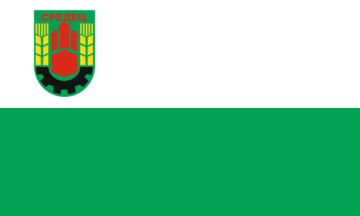
Sredets
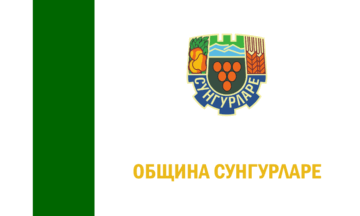
Soengoerlare
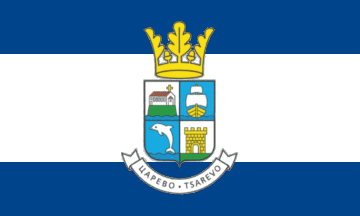
Tsarevo

## Dòbritx

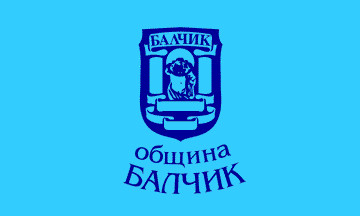
Bàltxik
Dòbritx
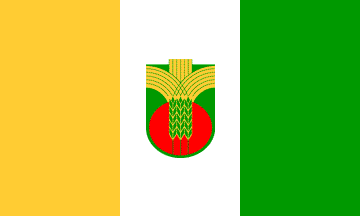
Dobritxka
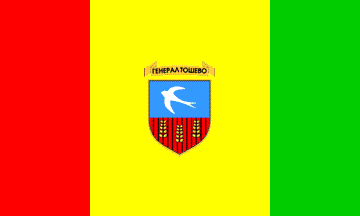
General Toixevo
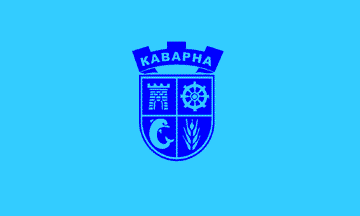
Kavarna
Kruixari
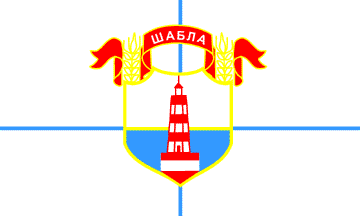
Sjabla
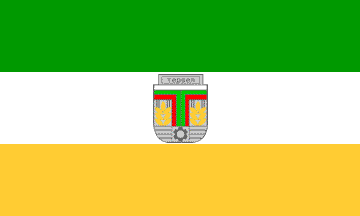
Tervel

## Iàmbol

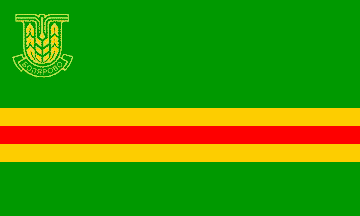
Boliàrovo
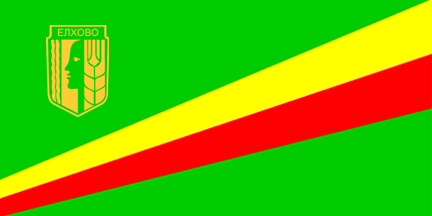
Elhovo
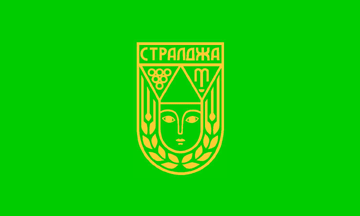
Straldja
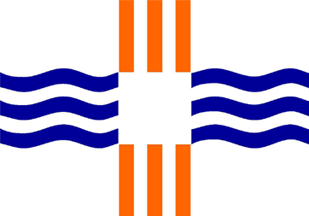
Tundja
Iàmbol

## Gàbrovo

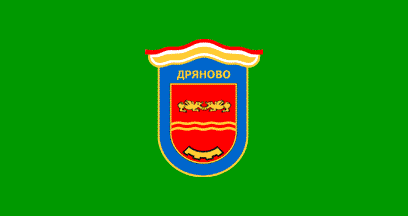
Driànovo
Gàbrovo
Sevlíevo
Triavna

## Khàskovo

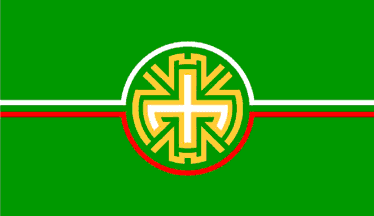
Dimitrovgrad
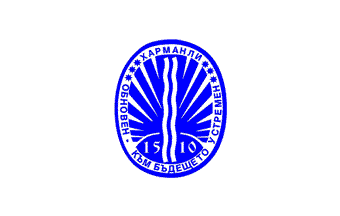
Kharmanli
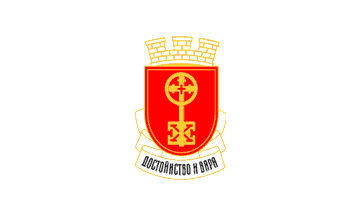
Khàskovo
Ivailovgrad
Liubimets
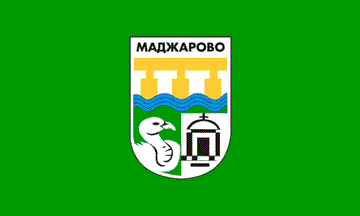
Madzharovo
Mineralni Bani
Simeonovgrad
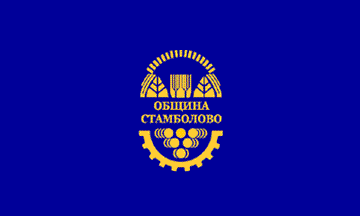
Stambolovo
Svilengrad
Topolovgrad

## Kardjali

Ardino
Txernootxene
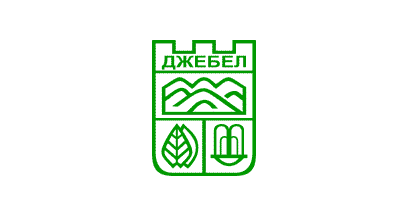
Djebel
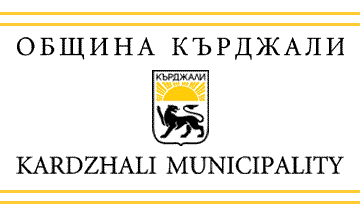
Kardzjali
Kirkovo
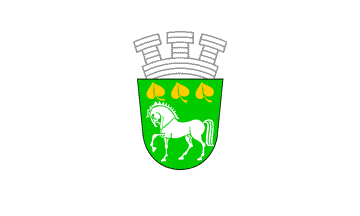
Krumovgrad
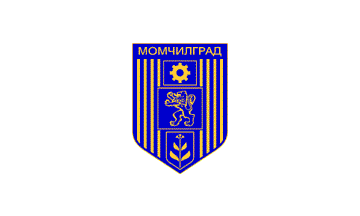
Momtxilgrad

## Kiustendil

Boboixevo
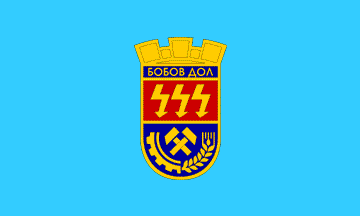
Bobov dol
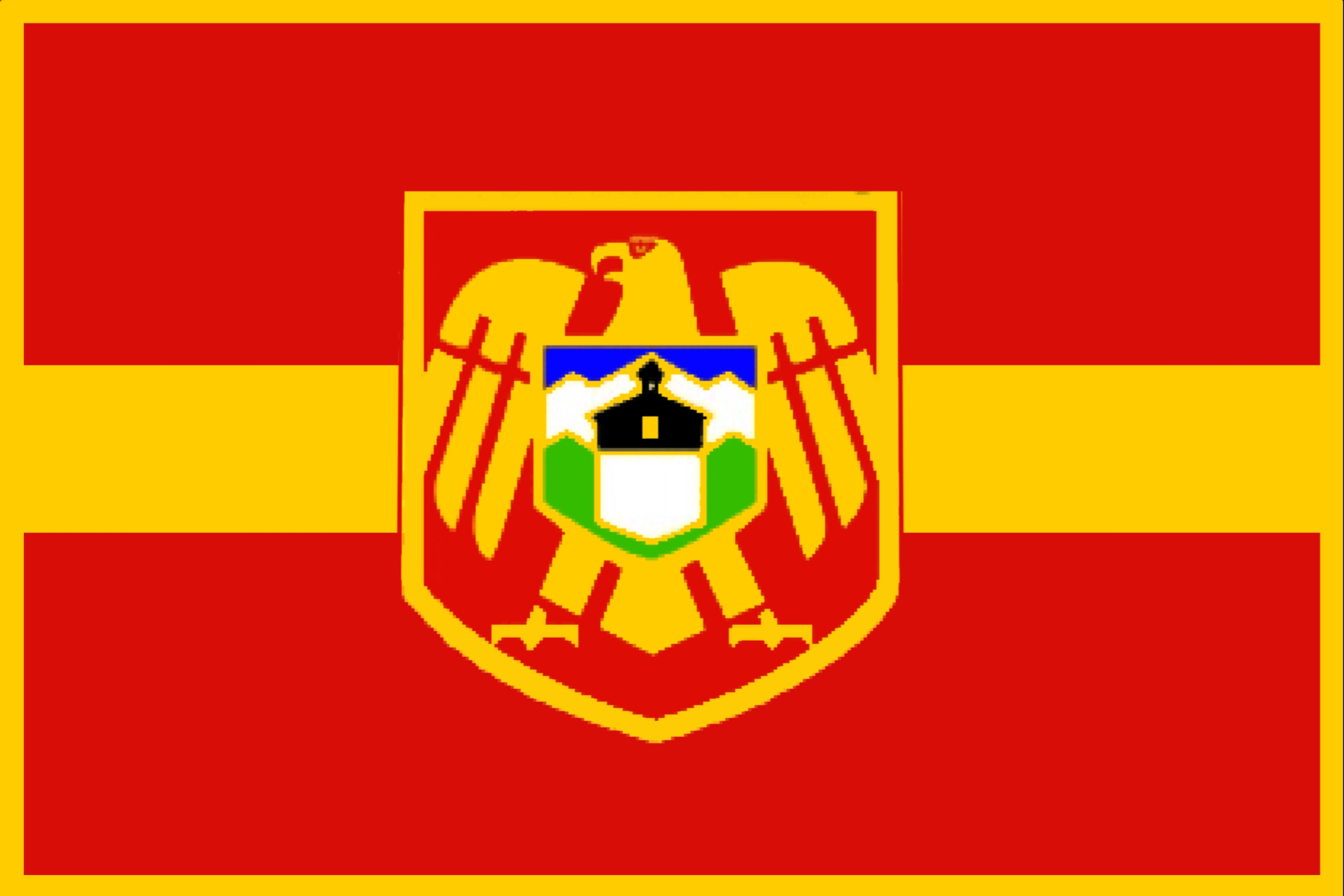
Dupnitsa
Kotxerinovo
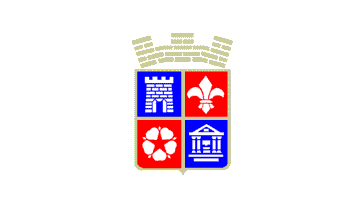
Kiustendil
Nevestino
Rila
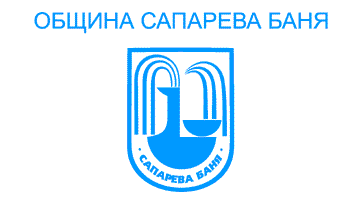
Sapareva Bania
Trekliano

## Lòvetx

Apriltsi
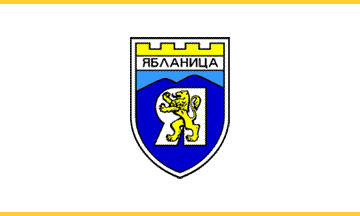
Iablanitsa
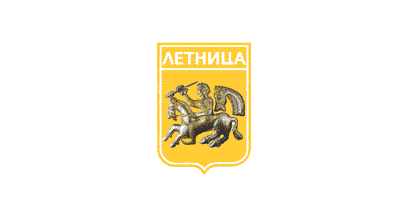
Letnitsa
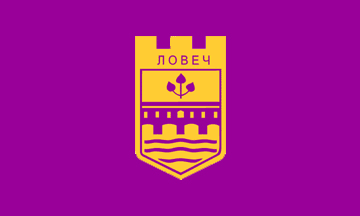
Lòvetx
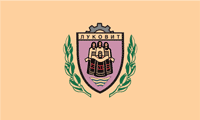
Lukovit
Tèteven
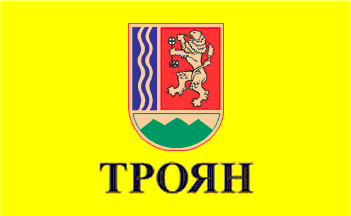
Troian
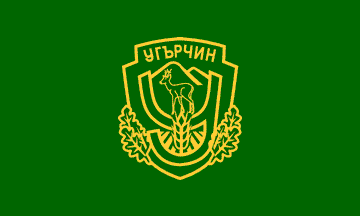
Ugartxin

## Montana

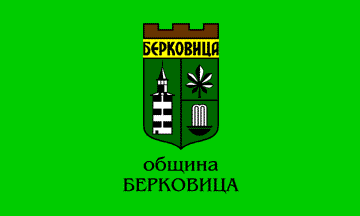
Berkovitsa
Boitxinovtsi
Brussartsi
Gueorgui Damianovo
Iakimovo
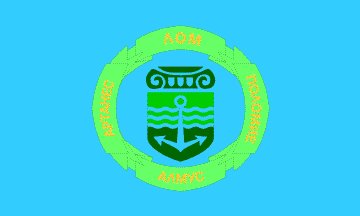
Lom
Medkovets
Montana
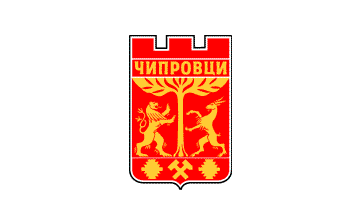
Txiprovtsi
Vltxedrm
Vrxets

## Pàzardzjik

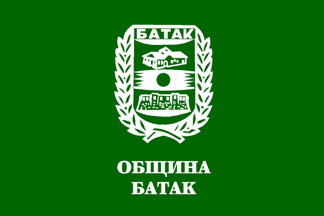
Batak
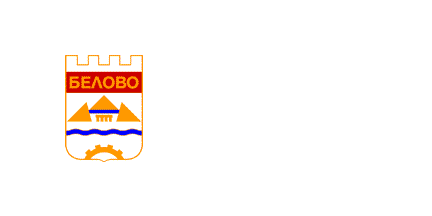
Belovo
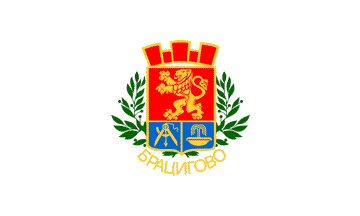
Bratsigovo
Kostandovo
Lesitsjovo
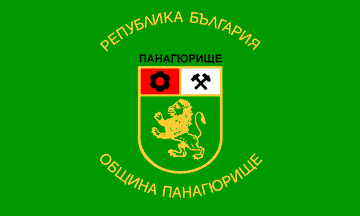
Panagiurixte
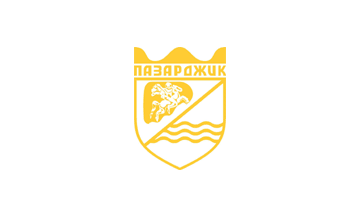
Pàzardjik
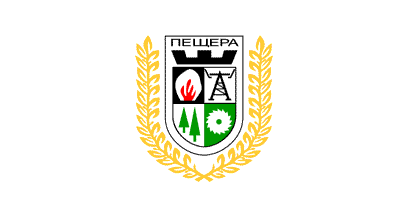
Peixtera
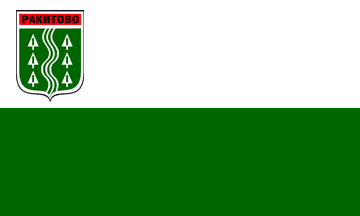
Rakitovo
Sarnitsa
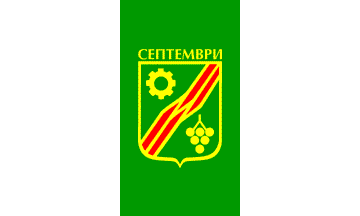
Septemvri
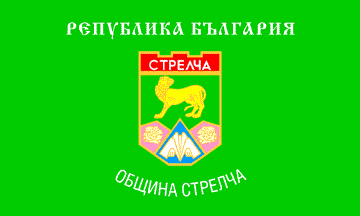
Streltxa
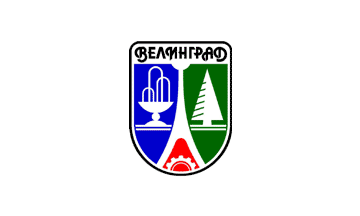
Velingrad
Vetren

## Pèrnik

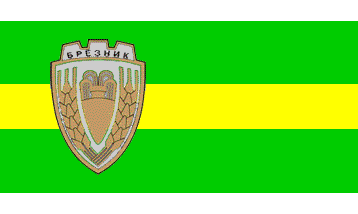
Brèznik
Kovatxevtsi
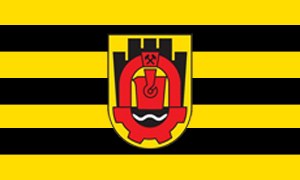
Pèrnik
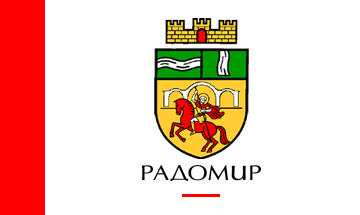
Ràdomir
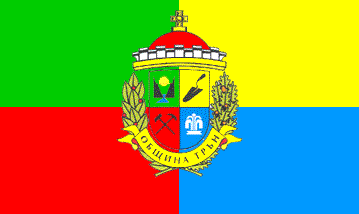
Tran
Zemen

## Pleven

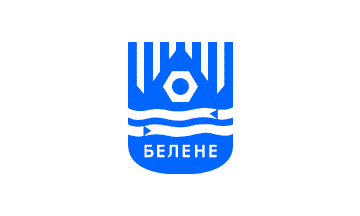
Belene
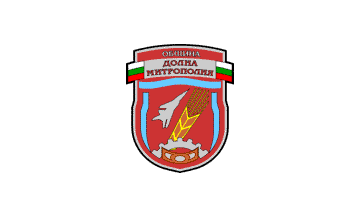
Dolna Mitropolia
Dolni Dbnik
Guliantsi
Iskr
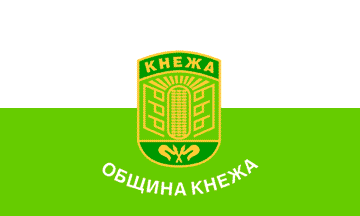
Kneja
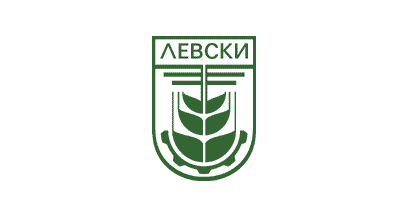
Levski
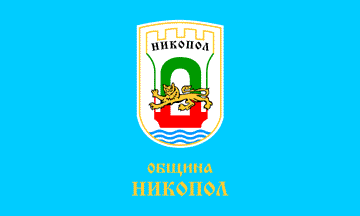
Nikòpol
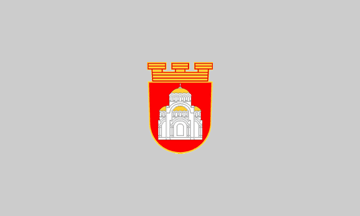
Pleven
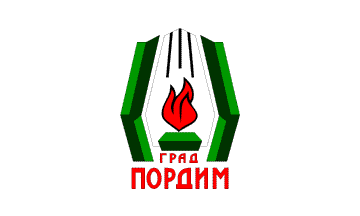
Pordim
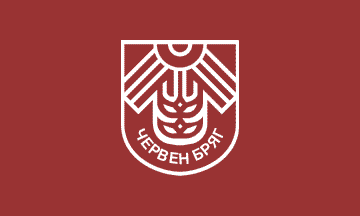
Txerven Briag

## Plòvdiv

Assènovgrad
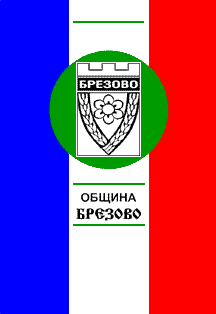
Brezovo
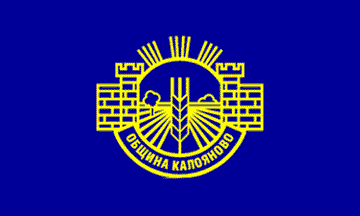
Kaloianovo
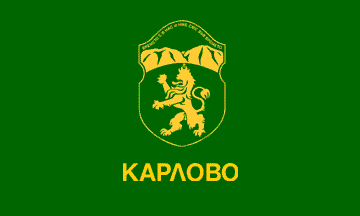
Karlovo
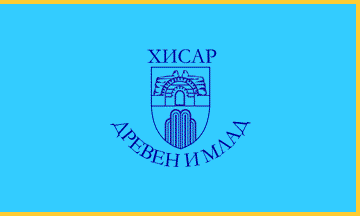
Khisaria
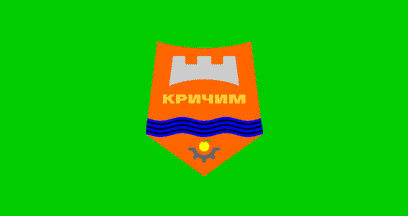
Kritxim
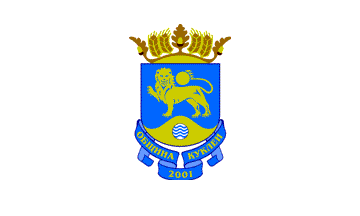
Kuklen
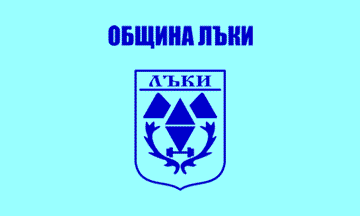
Laki
Maritsa
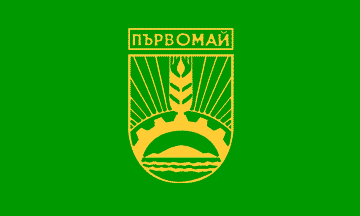
Parvomai
Peruixtitsa
Plòvdiv
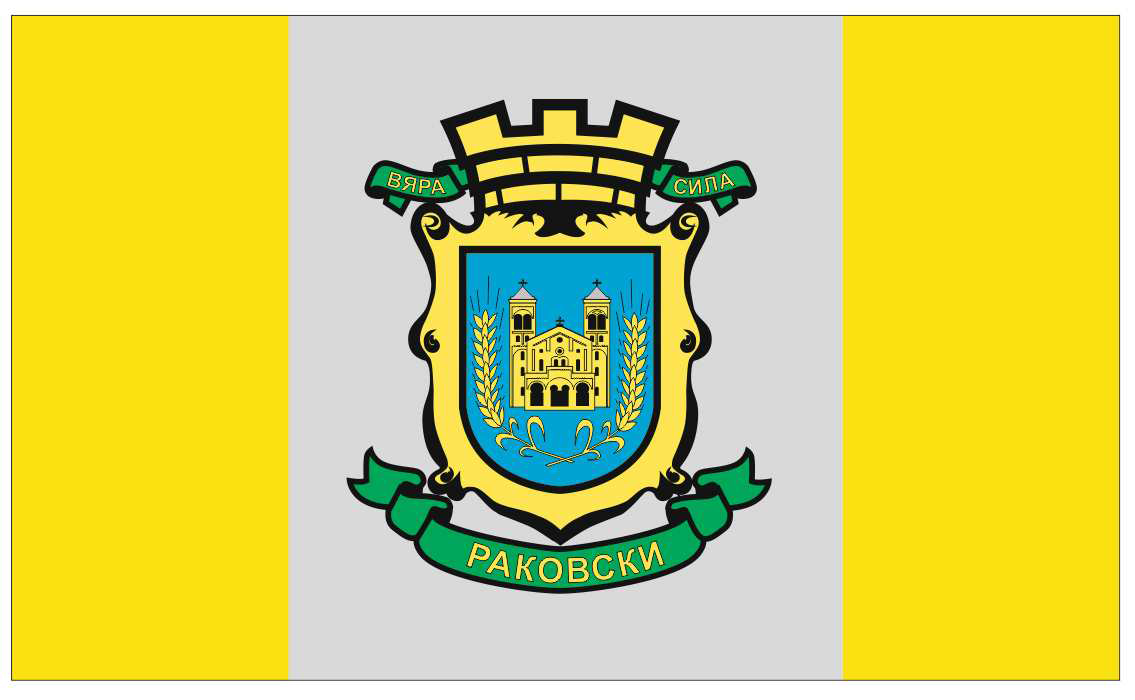
Rakovski
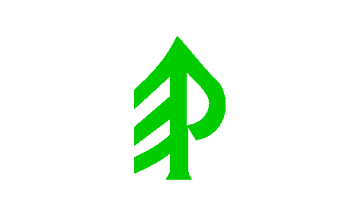
Rodopi
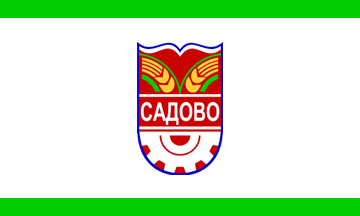
Sadovo
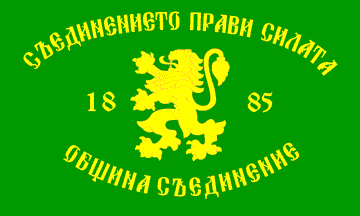
Saedinenie
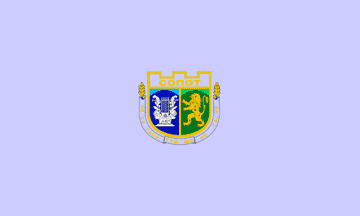
Sopot
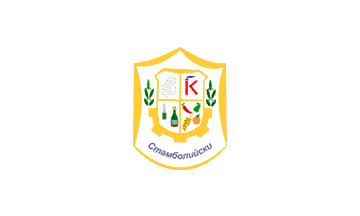
Stamboliski

## Ràzgrad

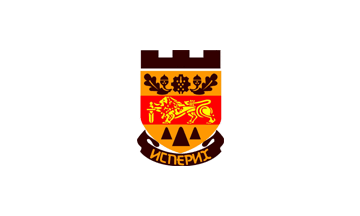
Isperich
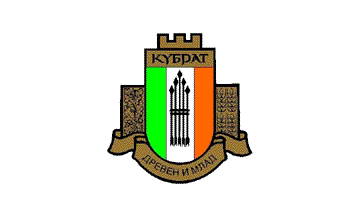
Kubrat
Isperih
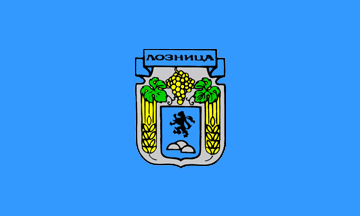
Loznitsa
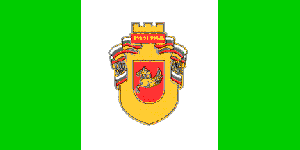
Ràzgrad
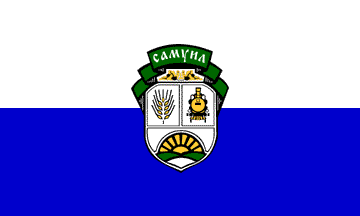
Samoeil
Tsar Kaloian
Zavet

## Russe

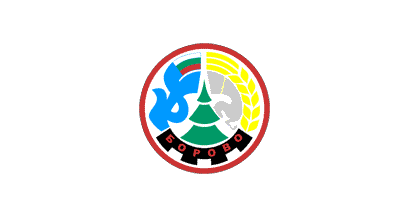
Borovo
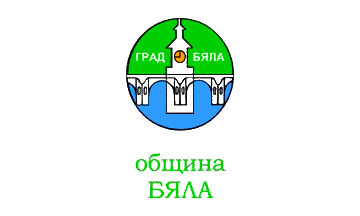
Biala
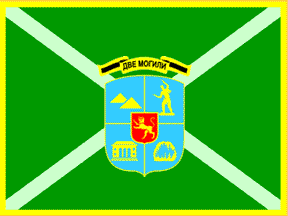
Dve Mogili
Glodzhevo
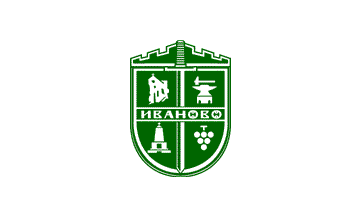
Ivanovo
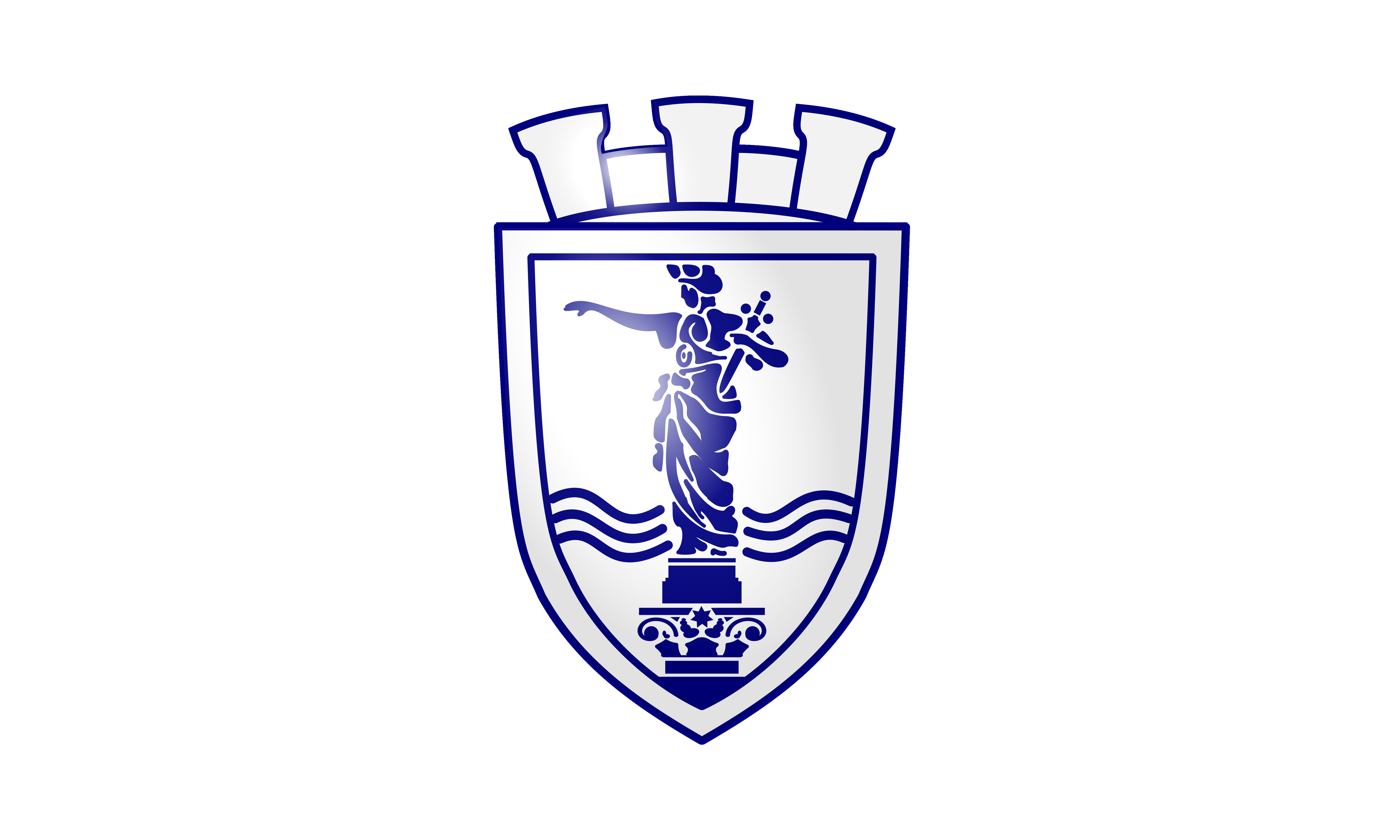
Russe
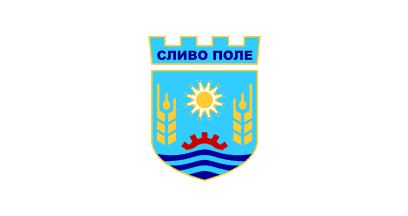
Slivo Pole
Tsenovo
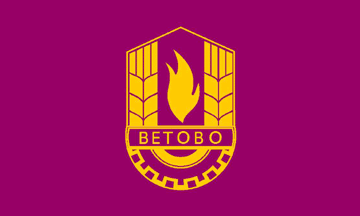
Vetovo

## Silistra

Alfatar
Dulovo
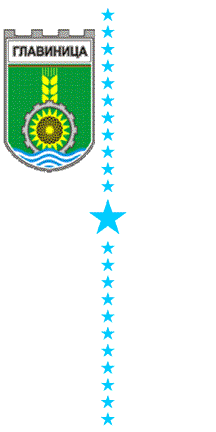
Glavinitsa
Kainardzha
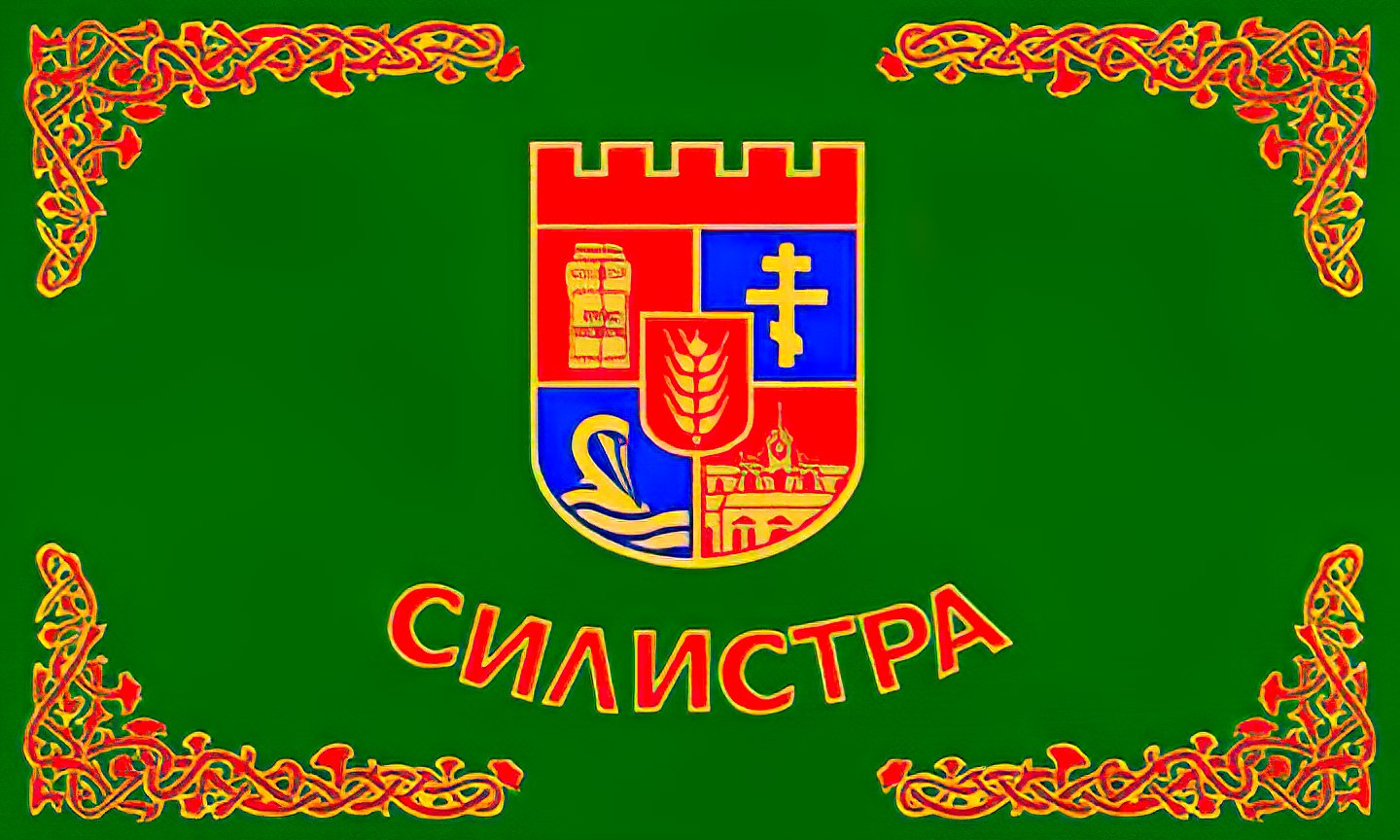
Silistra
Sitovo
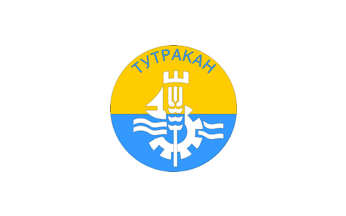
Tútrakan

## Sliven

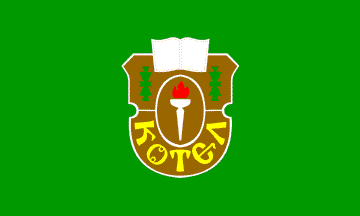
Kotel
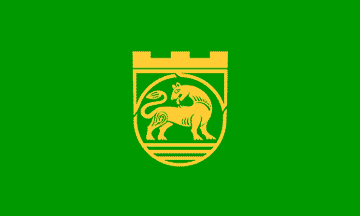
Nova Zagora
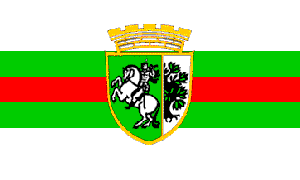
Sliven
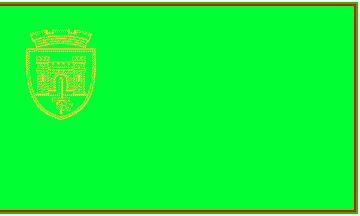
Tvarditsa
Xivatxevo

## Smolian

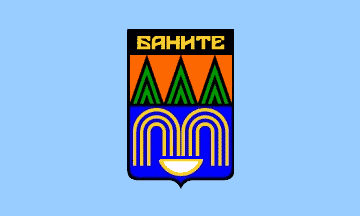
Banite
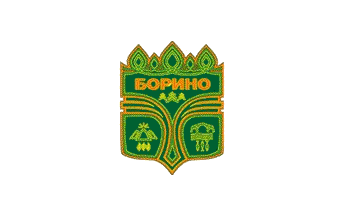
Borino
Devin
Dospat
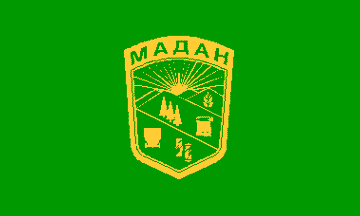
Madan
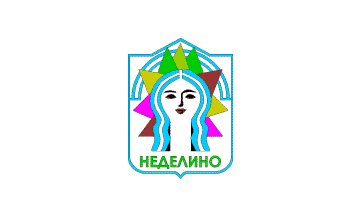
Nedelino
Rudozem
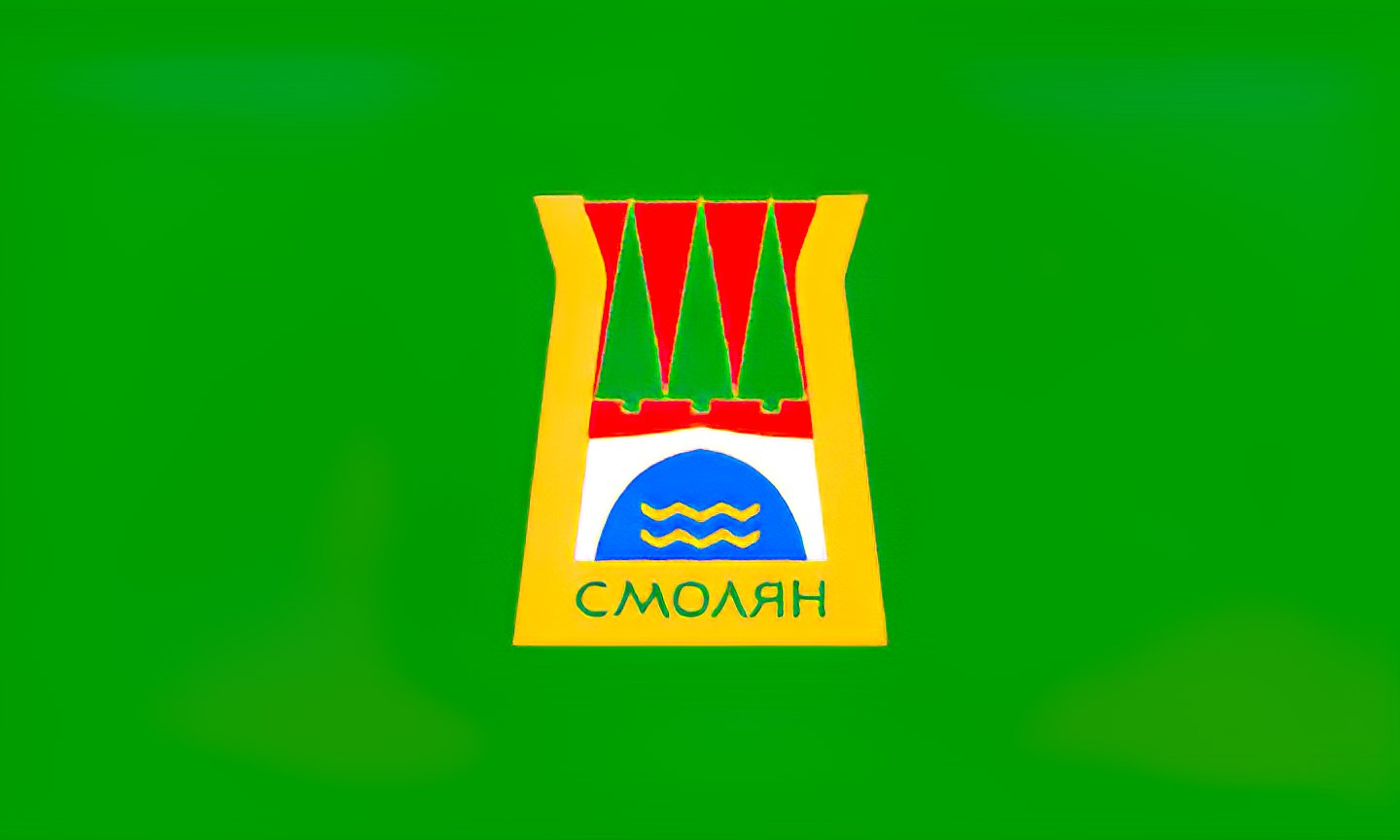
Smolian
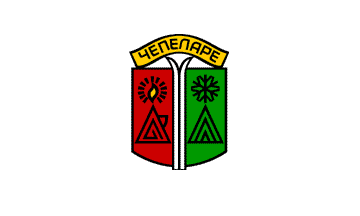
Txepelare
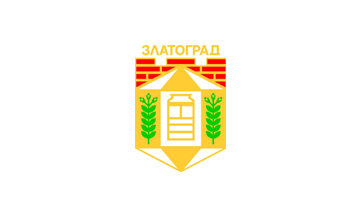
Zlatograd

## Sofia-Ciutat

Sofia

## Sofia

Anton
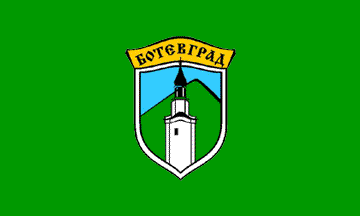
Botevgrad
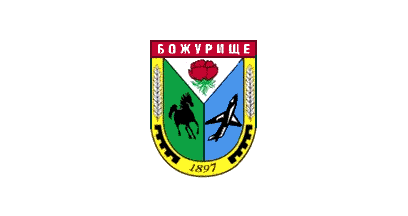
Bojurisxe
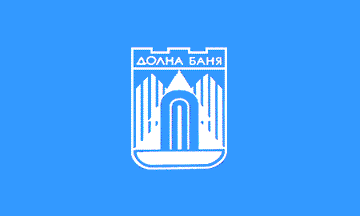
Dolna Bania
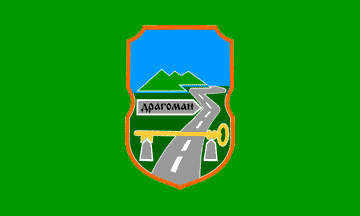
Dragoman
Ètropole
Godetx
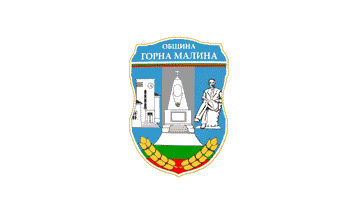
Gorna Malina
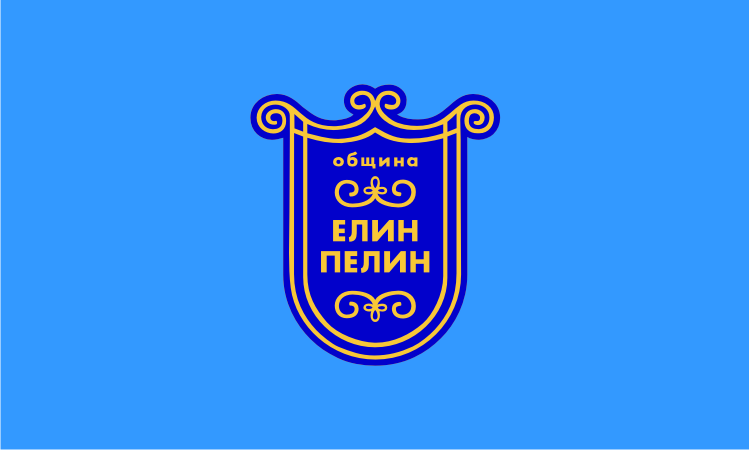
Ielin Pelin
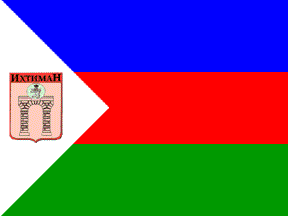
Ikhtiman
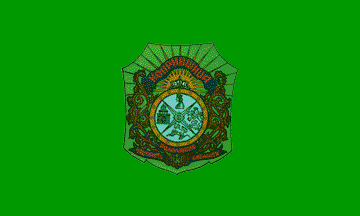
Koprivsxitsa
Kostenets
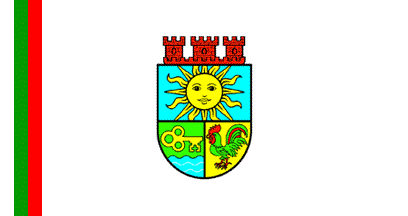
Kostinbrod
Mirkovo
Pirdop
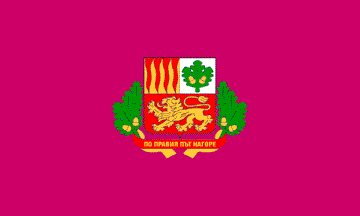
Pravets
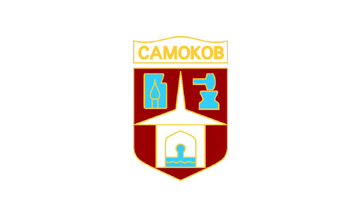
Samokov
Slivnitsa
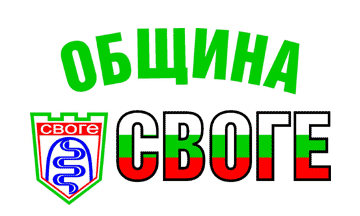
Svoge
Txavdar
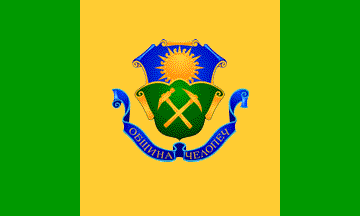
Txelopetx
Zlatitsa

## Stara Zagora

Bratia Daskalovi
Glbovo
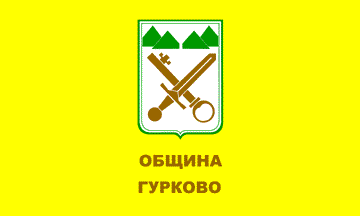
Gurkovo
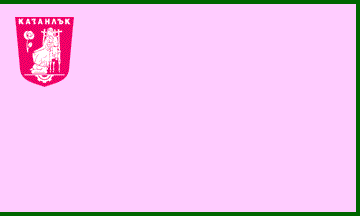
Kazanlak
Mglij
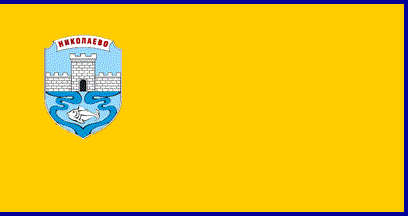
Nikolaievo
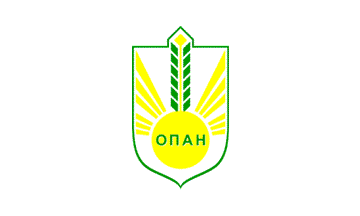
Opan
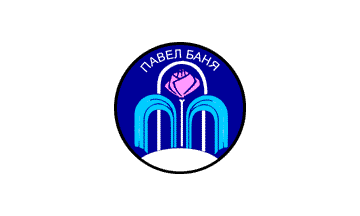
Pavel Bania
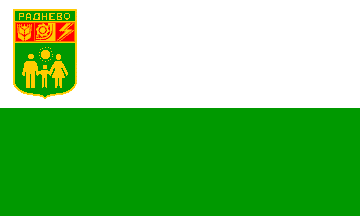
Radnevo
Stara Zagora
Txirpan

## Targòvixte

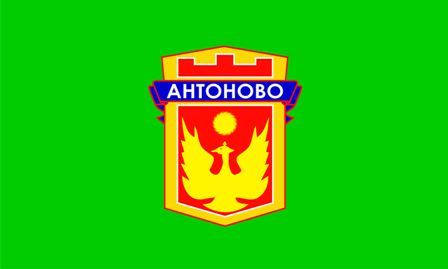
Antonovo
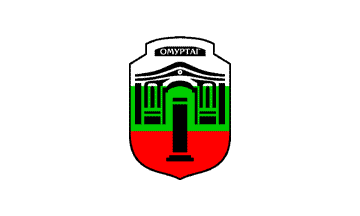
Omurtag
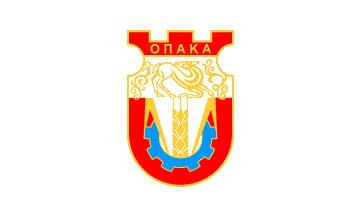
Opaka
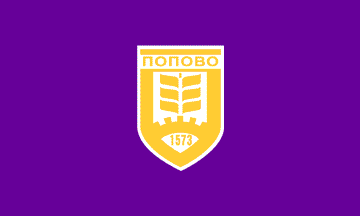
Popovo
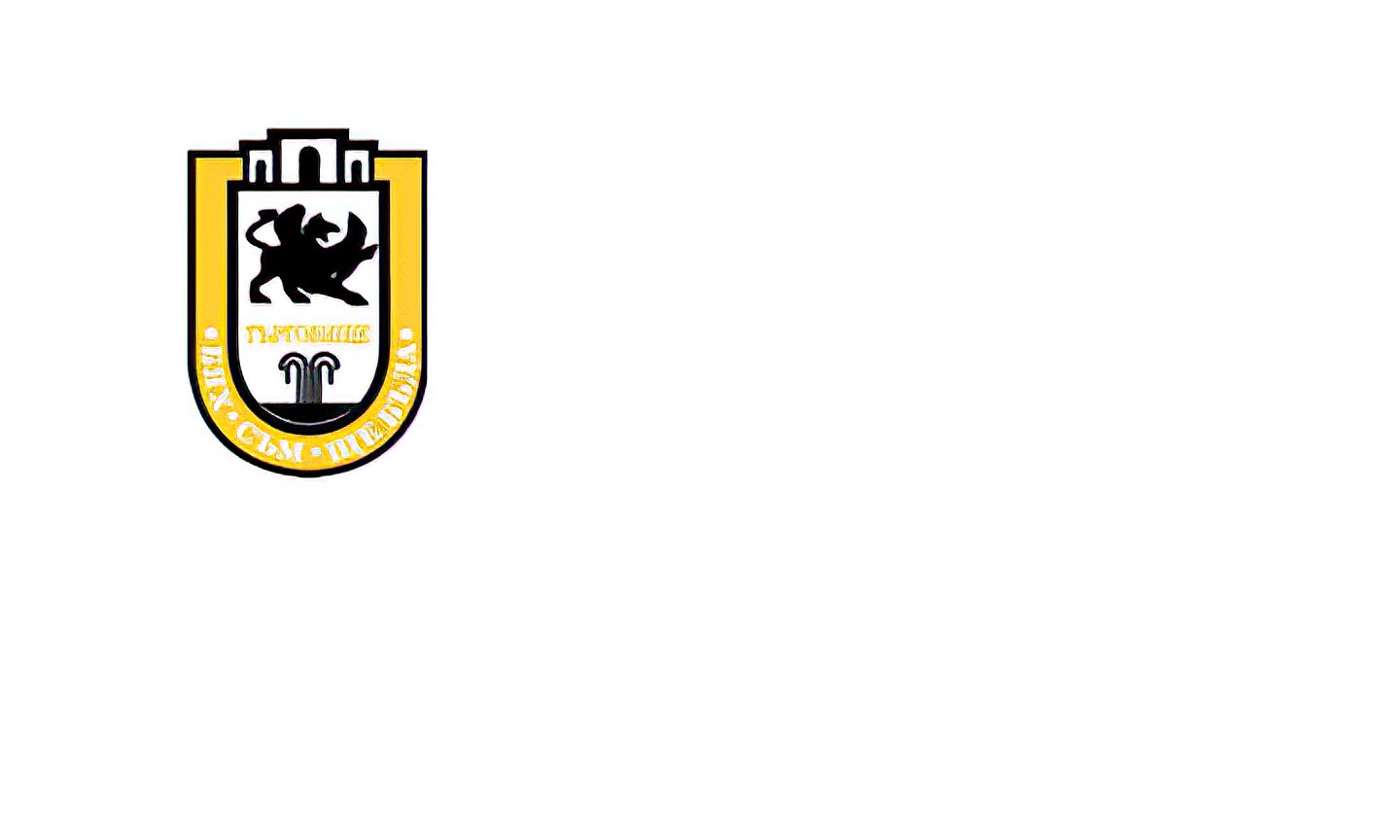
Targòvixte

## Varna

Aksakovo
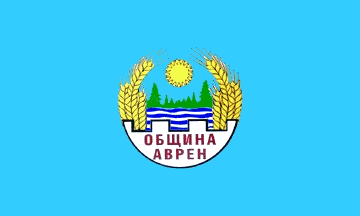
Avren
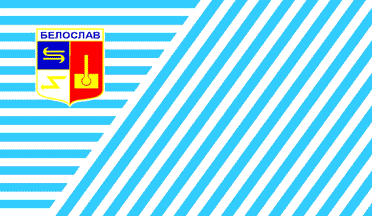
Beloslav
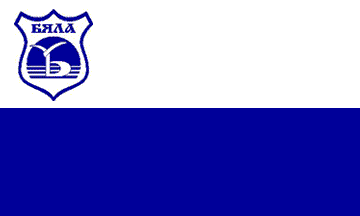
Biala
Dlgopol
Devnia
Dolni Txiflik
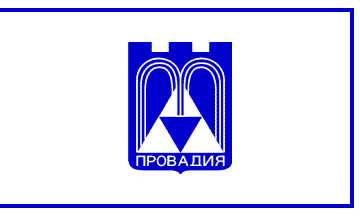
Provadia
Suvorovo
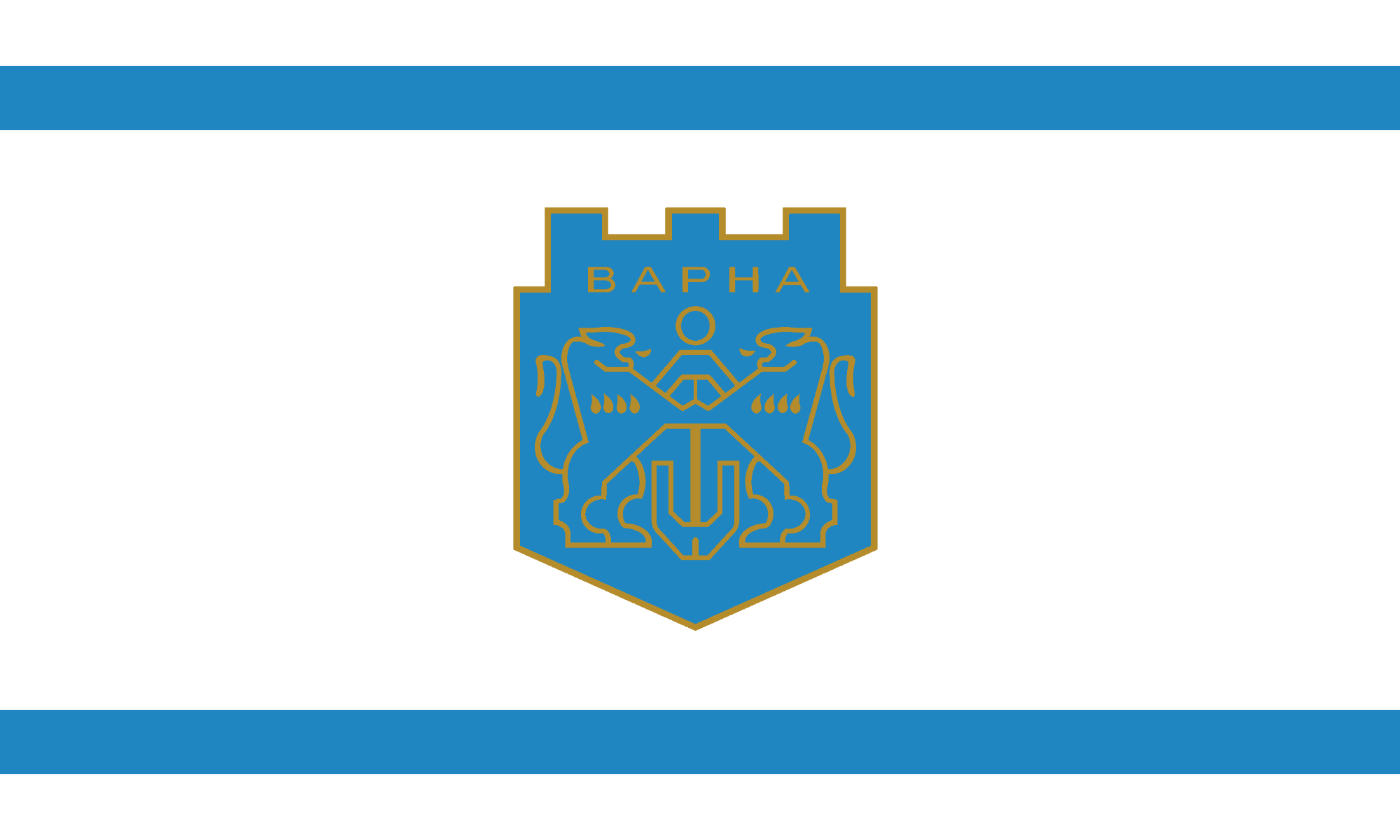
Varna
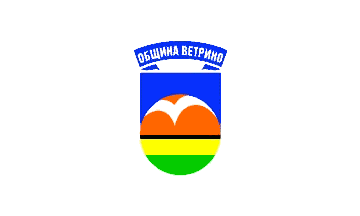
Vetrino
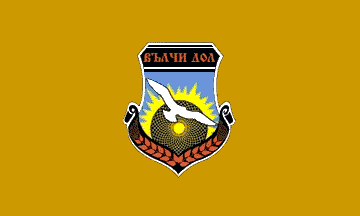
Vltxi Dol

## Veliko Tàrnovo

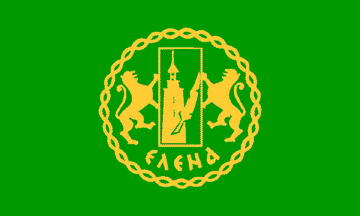
Ielena
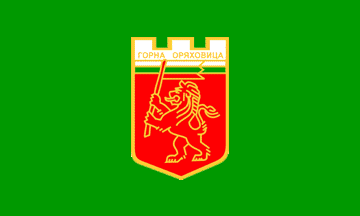
Gorna Oriakhovitsa
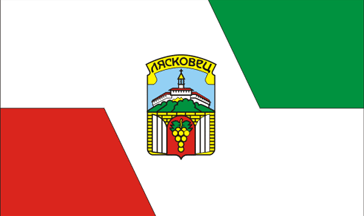
Liaskovets
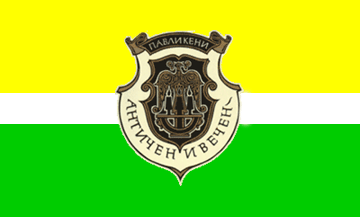
Pavlikeni
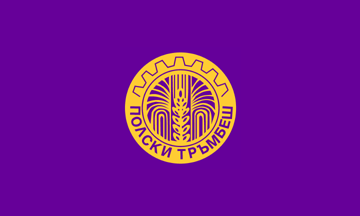
Polski Trmbeix
Strajitsa
Sukhindol
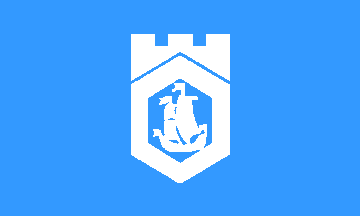
Svisxov
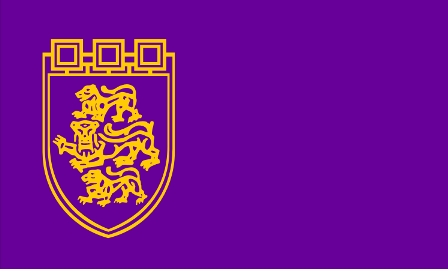
Veliko Trnovo
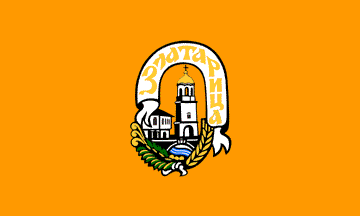
Zlataritsa

## Vidin

Belogradtxik
Bòinitsa
Brègovo
Txuprene
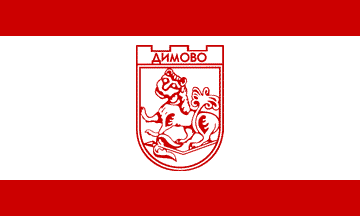
Dímovo
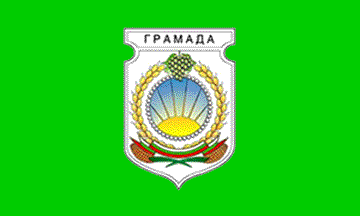
Gramada
Kula
Màkreix
Novo Selo
Rújintsi
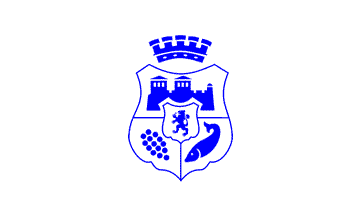
Vidin

## Vratsa

Borovan
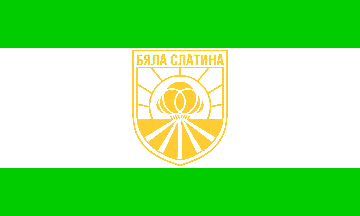
Biala Slatina
Khairedin
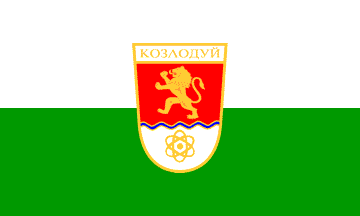
Kozlodui
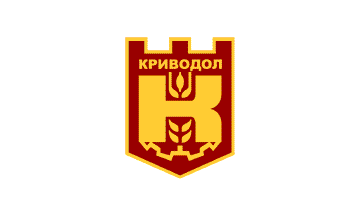
Krivodol
Mezdra
Mizia
Oriakhovo
Roman
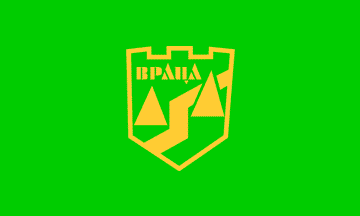
Vratsa

## Xumen

Chitrino
Kaolinovo
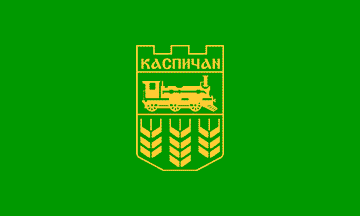
Kaspitxan
Khitrino
Nikola Kozlevo
Novi Pazar
Pliska
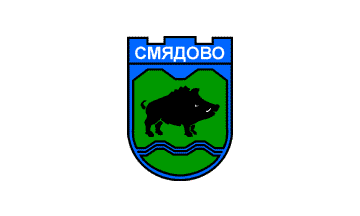
Smiadovo
Vrbitsa
Veliki Preslav
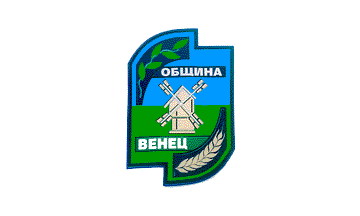
Venets
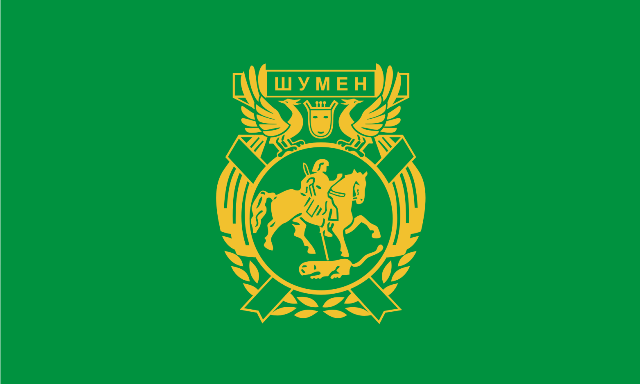
Xumen